# يواكيم بيريرينها
يواكيم بيريرينها (بالبرتغالية: Joaquim Pereirinha‏) هو لاعب كرة قدم برتغالي في مركز الدفاع، ولد في 26 نوفمبر 1958 في لشبونة في البرتغال. شارك مع منتخب البرتغال تحت 16 سنة لكرة القدم ومنتخب البرتغال تحت 18 سنة لكرة القدم ومنتخب البرتغال تحت 21 سنة لكرة القدم. أما مع النوادي، فقد لعب مع نادي بنفيكا ونادي بيلينينسش ونادي فارنزي.

## وصلات خارجية
- يواكيم بيريرينها على موقع قاعدة بيانات كرة القدم.إي يو (الإنجليزية)
- يواكيم بيريرينها على موقع عالم كرة القدم.نت (الإنجليزية)